# Hexadella
Hexadella is een geslacht van sponsdieren uit de klasse van de Demospongiae (gewone sponzen).

## Soorten
- Hexadella crypta Reveillaud, Allewaert, Pérez, Vacelet, Banaigs & Vanreusel, 2012
- Hexadella dedritifera Topsent, 1913
- Hexadella indica Dendy, 1905
- Hexadella kirkpatricki Burton, 1926
- Hexadella pruvoti Topsent, 1896
- Hexadella purpurea Burton, 1937
- Hexadella racovitzai Topsent, 1896
- Hexadella topsenti Reveillaud, Allewaert, Pérez, Vacelet, Banaigs & Vanreusel, 2012